# Dieter Fromm
Dieter Fromm (República Democrática Alemana, 21 de abril de 1948) fue un atleta alemán especializado en la prueba de 800 m, en la que consiguió ser subcampeón europeo en 1971.

## Carrera deportiva
En el Campeonato Europeo de Atletismo de 1971 ganó la medalla de plata en los 800 metros, corriéndolos en un tiempo de 1:46.0 segundos, llegando a meta tras el soviético Yevhen Arzhanov y por delante del británico Andy Carter (bronce con 1:46.2 s).